# Benjamin Trott (peintre)
Pour les articles homonymes, voir Benjamin Trott et Trott.
Benjamin Trott, né vers 1770 à Boston au Massachusetts, et mort le 27 novembre 1843, est un peintre américain de portraits en miniature.

## Biographie
Benjamin Trott est né vers 1770 à Boston au Massachusetts. Il est élève de Gilbert Stuart et de T. Sully.
Selon William Dunlap, il commence sa carrière en tant que peintre de portraits en miniature vers 1791. D'après The New Encyclopedia of Southern Culture, ses premières œuvres connues sont des portraits à l'huile de résidents des comtés de Nottoway et d'Amelia en Virginie qui pourraient avoir été peints en collaboration avec William Lovett en 1793. Il expose à Philadelphie de 1811 à 1812.
Benjamin Trott est mort le 27 novembre 1843.